# Adnan Omeragic
Adnan Alic Omeragic, (nacido el 19 de agosto de 1996 en San Cristóbal de La Laguna, Santa Cruz de Tenerife, Islas Canarias) es un jugador de baloncesto español. Actualmente juega para el Club Bàsquet Sant Antoni de Liga LEB Plata, donde juega en la posición de alero con una altura de 2,01 metros.

## Trayectoria
Adnan es hijo de Sead Omeragic, internacional bosnio de vóley. Natural de San Cristóbal de La Laguna y formado en el CB Unelco Tenerife, terminó de formarse en el FC Barcelona el que militó durante cuatro temporadas. En la última campaña de ellas, jugó en la Adecco Plata con el filial blaugrana. 
En 2015, el internacional con las categorías inferiores de España firma por el Iberostar Tenerife, jugando durante tres temporadas en el RC Náutico de Tenerife, equipo vinculado del conjunto canarista que juega en EBA. Durante este periodo llegó a disputar varios encuentros de liga y de Basketball Champions League con el Iberostar Tenerife.
En agosto de 2018 ficha por el Chocolates Trapa Palencia de la liga LEB Oro.
En agosto de 2019 ficha por el Basket Francavilla de la Serie C Gold italiana.
El 13 de julio de 2022, firma por el Club Bàsquet Sant Antoni de Liga LEB Plata.